# 登喜路 (香煙)
登喜路（Dunhill ）是一個高檔次香煙品牌，由阿爾弗雷德·登喜路在1907年創立，現由英美煙草公司持有。
登喜路国际（Dunhill International）品牌在美国的行销由雷诺兹烟草公司负责。
登喜路由于著名记者亨特·斯托克顿·汤普森而成为荒诞新闻学的代表性符号。

## 品牌歷史
登喜路在 1907 年由阿爾弗雷德·登喜路創立，並在聖詹姆斯區杜克街開設了煙草店。在創店之初，登喜路為顧客度身訂造煙草配方，因而聞名。登喜路是史上第一家使用綿製濾咀的香煙品牌，更在 1927-1995 年期間獲得英國皇家認證 (Royal Warrant)。

## 市場定位
憑著為顧客度身訂造煙草配方的經驗，登喜路的定位是煙草專家，是品味的象徵。亦因而比一般香煙高有著較高定價。